# Symbolische Mathematik
In Computeralgebrasystemen (CAS) bedeutet der Ausdruck symbolische Mathematik, dass Operation und Kalkulation von mathematischen Ausdrücken mit Variablen auf Computern ausgeführt werden. Umgangssprachlich wird dies als „Rechnen mit Buchstaben“ bezeichnet.
Viele CAS und einige programmierbare Taschenrechner (z. B. der HP-48) sind in der Lage, symbolische Formelmanipulationen durchzuführen. Damit sind Umformungen und Berechnungen von Termen und Gleichungen gemeint wie z. B. faktorisieren, ausmultiplizieren, die Polynomdivision sowie das Lösen von Gleichungen. Im Gegensatz zur numerischen Mathematik wird in der symbolischen Mathematik ausschließlich mit exakten Ausdrücken gearbeitet. Vorteil der symbolischen Mathematik ist die universelle Einsetzbarkeit des Ergebnisses. Ein Nachteil ist, dass bei vielen Problemen eine symbolische Lösung sehr aufwändig zu berechnen oder gar nicht möglich ist.
Ein Beispiel des CAS Maple zeigt das Lösen eines symbolischen Ausdrucks der sog. Mitternachtsformel:
```
>solve(a*x^2+b*x+c=0,x);

  

    

      

        

          

            
1

            
2

          

        

        

          

            

              
−

              
b

              
+

              

                

                  
−

                  
4

                  
a

                  
c

                  
+

                  

                    
b

                    

                      
2

                    

                  

                

              

            

            
a

          

        

        
,

        
−

        

          

            
1

            
2

          

        

        

          

            

              
b

              
+

              

                

                  
−

                  
4

                  
a

                  
c

                  
+

                  

                    
b

                    

                      
2

                    

                  

                

              

            

            
a

          

        

      

    

    
{\displaystyle {\frac {1}{2}}{\frac {-b+{\sqrt {-4ac+b^{2}}}}{a}},-{\frac {1}{2}}{\frac {b+{\sqrt {-4ac+b^{2}}}}{a}}}

  

```